# Fraser Hornby
Fraser David Ingham Hornby  (* 13. September 1999 in Northampton, England) ist ein schottischer Fußballspieler, der beim SV Darmstadt 98 unter Vertrag steht.

## Karriere

### Verein
Fraser Hornby wurde in Northampton etwa 100 Kilometer nördlich von London geboren. Seine Karriere begann er in der Jugend von Northampton Town. Im September 2014 verpflichtete ihn der FC Everton für eine Ablösesumme von 80.000 Euro. In Liverpool spielte er in den folgenden drei Jahren weiterhin als Jugendspieler zuletzt in der U23-Mannschaft. Am 7. Dezember 2017 gab Hornby sein Debüt als Profi, als er in der Europa League gegen Apollon Limassol in der Startelf von Trainer Sam Allardyce stand. Im Juli 2018 erhielt er seinen ersten Profivertrag bei den „Toffees“, nachdem er mit der U23 die Premier League 2 und den Premier League Cup gewonnen hatte. Ab August 2019 wurde Hornby an den belgischen Erstligisten KV Kortrijk verliehen. In der Saison 2019/20 traf er in 12 Spielen dreimal, dabei doppelt gegen VV St. Truiden im Oktober 2019. Nach der Leihe kehrte Hornby zunächst nach Liverpool zurück.
Im Juli 2020 wechselte der 20-Jährige für eine Ablöse von 2 Millionen Euro zum französischen Erstligisten Stade Reims, bei dem er einen Vierjahresvertrag unterschrieb. Nachdem er in Reims im folgenden Halbjahr nur dreimal als Einwechselspieler zum Einsatz gekommen war, wurde er ab Februar 2021 an den schottischen Erstligisten FC Aberdeen verliehen, kehrte aber zum Jahreswechsel 2021/2022 in die Champagne zurück. Dort gelang ihm Anfang Januar im Pokalspiel gegen einen Fünftligisten der einzige Treffer der Begegnung. Ende Juli 2022 wurde er dann an den belgischen Erstligisten KV Ostende mit anschließender Kaufoption verliehen. Hornby bestritt in dieser Saison 21 von 33 möglichen Ligaspielen für Ostende, in denen er acht Tore schoss.
Anfang Juli 2023 wechselte er zum Bundesliga-Aufsteiger SV Darmstadt 98, bei dem er einen Vertrag bis zum Ende der Saison 2026/27 unterschrieb.

### Nationalmannschaft
Fraser Hornby debütierte für Schottland in der U17-Nationalmannschaft im Februar 2016 gegen Island. Mit dieser Altersklasse nahm Hornby im selben Jahr an der Europameisterschaft in Aserbaidschan teil, in der er in allen drei Gruppenspielen zum Einsatz kam. Bis zum Ende des Jahres hatte Hornby insgesamt sieben Spiele absolviert, in denen er ohne Tor blieb.
Ab 2017 spielte Hornby in der schottischen U19. Bei seinem Debüt gegen Luxemburg im November 2017 konnte er zugleich ein Tor beim 3:1-Sieg erzielen. In seinem dritten von sechs Partien, die er für die U19 bis März 2019 spielte, traf er zum 1:0-Siegtor gegen Dänemark.
Im Mai 2018 debütierte Hornby in der U21 gegen Togo während des Turniers von Toulon. Dabei traf er wie zuvor bei seinem Debüt in der U19 in seinem ersten Spiel. Im September 2018 schoss er Schottland mit einem Hattrick zu einem 3:0-Sieg über Andorra. Fünf Tage später traf er doppelt bei einem 2:1-Auswärtssieg über die Niederlande. Im Oktober 2020 gelang dem Stürmer ein weiterer Hattrick bei einem 7:0 gegen San Marino.